# 玛尔塔·麦萨利
玛莎·伊丽莎白·麦克萨利（英語：Martha Elizabeth McSally，1966年3月22日—）是首位美国空军战斗机女飞行员，军衔上校，共和党人，曾参与南方守望行动、北约轰炸南斯拉夫及持久自由军事行动，任亚利桑那州第二国会选区美国众议院议员、亚利桑那州联邦参议员。
麥薩利於1988年至2010年在美國空軍服役，是第一位參加戰鬥飛行的美國女性，也是美國空軍戰鬥機中隊的第一位女指揮官。

## 早年
麥薩利出生於1966年。1978年，她的律師父親伯納德死於心臟病。
麥薩利在2018年4月接受《華爾街日報》採訪時稱，她的田徑教練在天主教女子學校高三期間迫使她發生性關係。她說，教練使用“情緒操縱”來保持順從。她直到畢業十年後才向朋友或家人透露這一事件。
1988年，她在美國空軍學院畢業。她在哈佛大學肯尼迪學院獲得了碩士學位。

## 軍事生涯

### 對美國國防部的訴訟
2001年，麥薩利代表盧瑟福學院成功起訴美國國防部，對軍事政策提出了挑戰。該軍事政策要求駐紮在沙特的美國和英國英軍人在該國基地外旅行時要穿著長袍。
當時的美國中央司令部司令湯米·弗蘭克斯陸軍上將在2002年宣布，不再要求美國軍人佩戴長袍，儘管他們被鼓勵這樣做，以表示對當地人的尊重。

## 美國参議院
2020年4月，麥薩利提出了可讓受害民眾向隱瞞疫情者提告和索賠的法案。麥薩利指責世衛總幹事譚德塞一直幫助中华人民共和国隱瞞2019新型冠状病毒疫情，導致全球民眾的不必要死亡，要求譚德塞立即辭職下台。
同年8月，麥薩利与田纳西州国会参议员玛莎·布莱克本共同提议，向中华人民共和国政府收回108年前由时任中华民国政府发行的近两万亿美元债券。
麦克萨利在2020年11月3日亚利桑那州的特别选举中被马克·凯利击败，任期于2020年12月2日结束。

## 外部連結
- C-SPAN內的頁面（英文）
- 美國國會國家人物傳記大辭典中的傳記
- 由華盛頓郵報維護的投票記錄
- 智慧投票计划中的傳記、投票紀錄及利益集團評級
- 聯邦選舉委員會中的競選財務報告和數據
- 玛尔塔·麦萨利在互联网电影资料库（IMDb）上的資料（英文）

| 美国众议院           | 美国众议院                                                      | 美国众议院               |
| -------------------- | --------------------------------------------------------------- | ------------------------ |
| 前任者： 榮·巴勃     | 美利坚合众国众议院成员 来自亞利桑那州第二國會選區 2015–2019     | 繼任者： 安·柯克帕特里克 |
| 政党职务             |                                                                 |                          |
| 前任者： 傑夫·佛雷克 | 亚利桑那州联邦参议员共和黨被提名人 (第1组) 2018年               | 最新的                   |
| 前任者： 約翰·麥凱恩 | 亚利桑那州联邦参议员共和黨被提名人 (第3组) 2020年               | 繼任者： 布雷克·馬斯特斯 |
| 美国参议院           |                                                                 |                          |
| 前任者： 瓊·凱爾     | 亚利桑那州联邦参议员(第3组) 2019–2020 與克里斯滕·希尼玛同時在任 | 繼任者： 马克·凯利       |